# Geddy Lee
Geddy Lee (/ˈɡɛdi ˈliː/), né le 29 juillet 1953 à Toronto, est connu notamment comme étant le bassiste, claviériste et chanteur du groupe rock canadien Rush. Lee a rejoint Rush sur la demande de son ami d'enfance Alex Lifeson en septembre 1968, pour remplacer l'ancien bassiste Jeff Jones.
Le style, la technique et le talent de Lee à la basse ont inspiré de nombreux autres bassistes tels que Steve Harris de Iron Maiden, John Myung de Dream Theater, Les Claypool de Primus et Cliff Burton de Metallica.
En plus de ses compositions, arrangements et performances au sein de Rush, Lee a produit les albums de divers autres groupes tels que Rocket Science. Son seul et unique album solo, My Favourite Headache, est sorti en 2000.
Lee, comme ses comparses de Rush (Alex Lifeson et Neil Peart), a été fait Officier de Ordre du Canada le 9 mai 1996. Le trio fut le premier groupe rock à recevoir la distinction.
En avril 2017, il a joué avec Yes, pour l'induction du groupe au Rock and Roll Hall of Fame.

## Biographie
Geddy Lee, né Gary Lee Weinrib (/ˈwaɪnrɪb/), doit son nom de scène Geddy à la prononciation très accentuée de son prénom Gary par sa mère. Ce surnom le suivra durant ses années d'école secondaire avant de devenir son nom de scène. Les parents de Lee étaient des réfugiés ayant survécu aux camps de concentration nazi pendant la Seconde Guerre mondiale.
Lee s'est marié avec Nancy Young en 1976. Ensemble, ils ont eu un fils, Julian, et une fille, Kyla Avril.

## Boys Brigade
- 1983 : Boys Brigade de Boys Brigade - Geddy a produit l'album.
- 1983 : Interview With Boys Brigade And Producer Geddy Lee de Boys Brigade et Geddy Lee.

## Northern Lights
En 1985, le groupe canadien Northern Lights a contribué au disque «We Are The World» en chantant «Tears Are Not Enough».
David Foster a composé et produit le single avec l'aide de Bryan Adams sur des paroles de Jim Vallance.
- 1985 : Tears Are Not Enough (Vocal)/Tears Are Not Enough (Instrumental) Single de Northern Lights

## Solo
- 2000 : My Favourite Headache